# Agustín Moreto
Agustín Moreto est un poète dramatique espagnol, contemporain de Lope de Vega, de Calderón et de toute cette pléiade d’écrivains illustres qui ont fait la gloire de l’Espagne au XVIIe siècle, né à Madrid selon les uns, à Valence selon d’autres, vers 1610, mort en 1669.

## Biographie
Sa biographie est on ne peut plus obscure, sa vie littéraire surtout. Les uns le rattachent à une famille noble, d’autres font de lui le fils naturel d’une comédienne, Violante Cavana. On ne possède la date d’aucune de ses pièces, et, réfugié dans les ordres, ayant entièrement dit adieu aux lettres, il n’en lit faire aucune édition. La seule notice historique que l’on ait sur lui est un court passage du chroniqueur fray Antonio de Jesus-Maria, se rapportant à l’année 1657. Il était déjà, sans doute, depuis quelques années, chapelain du cardinal Moscoso. « Soucieux de son avenir, dit ce chroniqueur, le cardinal nomma Agustin Moreto, son chapelain, directeur de l'hôpital du Refuge, à Tolède. C’était un homme fort connu pour son esprit agréable et cultivé, qui, renonçant aux applaudissements mérités de la scène, consacra sa plume à louer Dieu et changea son enthousiasme poétique en esprit de dévotion. Pour que sa surveillance lût permanente, le cardinal lui assigna sa résidence dans l’hôpital. » Sa vie d’écrivain est donc absolument ignorée ; on ne peut parler que de ses œuvres.
Moreto, même en face des grands génies de la scène espagnole à cette époque, tient dans la littérature dramatique un rang considérable. Plus régulier, plus sage, moins fécond que ses rivaux, il excelle à utiliser les idées des autres et à les porter à un plus haut point de perfection. Il doit l’idée mère de son chef-d’œuvre, Dédain pour dédain, à une pièce de Lope de Vega, les Prodiges du mépris, et le fond d’une autre, El parecido en la carte, à la comédie de Cervantes, la Entretenida. Tantôt il essaye l’imbroglio dramatique sur les traces de Calderon, tantôt il se fait le rival d’Alarcon dans la peinture des caractères. C’est un véritable poète comique et celui qui, en Espagne, se rapproche le plus de Molière. On la rabaisserait si, vis-à-vis de ses pièces, on voulait traiter la question d’origine comme étant la plus importante. Quand Molière a touché un sujet, se préoccupe-t-on de savoir s’il s’est inspiré de telle invention du théâtre italien ? Il a donné la dernière touche ; il a rendu vivant, parfait ce qui n’était qu une ébauche. Ii en est de même de Moreto ; ses chefs-d’œuvre sont, non pas des imitations, mais des perfectionnements d’œuvres étrangères. Quoiqu’il n’ait eu sans doute qu’une carrière dramatique assez courte, la liste de ses pièces est encore assez nombreuse. Ses meilleures comédies de caractère sont : Dédain pour dédain, que Molière a imitée à son tour dans la Princesse d’Elide ; la Nièce et la tante, imitée par Thomas Corneille, qui n’a même pas nommé l’original, suivant son habitude ; un joli imbroglio sur ce proverbe espagnol : De dehors viendra gui de chez nous nous chassera, et une peinture de fat très-réussie, le Joli don Diego. Sans avoir, dans la comédie de cape et d’épée, la souplesse d’imagination, la fertilité d’intrigue de Calderon, il lutte heureusement avec lui dans toute une série de jolies pièces : Trompa adetante, No puede se guardar una muger, El marques de Cigarral, Los empenos de seis horas. Dans cette dernière, les Embarras de six heures, il s’est restreint, comme le sujet le comportait du reste, à une unité de temps fort rare dans le théâtre espagnol. El valiente justiciero, où il met en scène le roi don Pèdre de la façon la plus dramatique, est un des chefs-d’œuvre de la scène historique en Espagne. Son théâtre, comme celui de Calderon, porte l’empreinte d’une certaine fatalité grandiose. Ces deux grands postes ont cherché à jeter les hommes et les événements sur la scène sans souci de ce qu’on appelle la moralité théâtrale ; peu leur importe que le vice triomphe et que la vertu gémisse ; ils ont voulu peindre des hommes vivants, émouvoir avec des faits empreints de la plus grande réalité.
On a vu plus haut que Moreto abandonna tout à coup le monde et le théâtre, s’arrêtant au milieu de son plus grand triomphe. À sa mort, arrivée en 1669, on trouva dans son testament qu’il demandait à être inhumé dans le champ réservé aux suppliciés, partie infâme du cimetière, surtout en Espagne. Des biographes, Ramon de Loaisa entre autres, ont vu dans cette retraite inexplicable et dans ce vœu bizarre le fait d’une conscience profondément troublée. Quelque temps avant qu’il entrât dans les ordres, une aventure mystérieuse avait ému tout le monde littéraire. Un de ses amis intimes, Elisio de Medinilla, jeune poëte tolédain que Lope pleura dans une de ses élégies, fut trouvé mort, tué en duel ou assassiné ; les blessures provenaient d’une arme empoisonnée. L’assassin ne fut jamais découvert. Chose étrange, Moreto fit allusion à ce fait deux fois dans deux de ses comédies, et dans l’une d’elles il alla même jusqu’à indiquer l’épée qui servit au meurtre et qui sortait, dit-il, de chez Toro, le fameux armurier de Tolède, ce que le meurtrier seul pouvait savoir. On est parti de là pour conjecturer qu’il avait assassiné son ami, et l’on expliquerait alors tout le reste de sa vie par les remords qui le poursuivirent. Si c’était vrai, cette aventure serait la plus tragique de ses pièces.

## Source
« Agustín Moreto », dans Pierre Larousse, Grand dictionnaire universel du XIXe siècle, Paris, Administration du grand dictionnaire universel, 15 vol., 1863-1890 [détail des éditions].